# Onze-Lieve-Vrouwekapel (Bever)

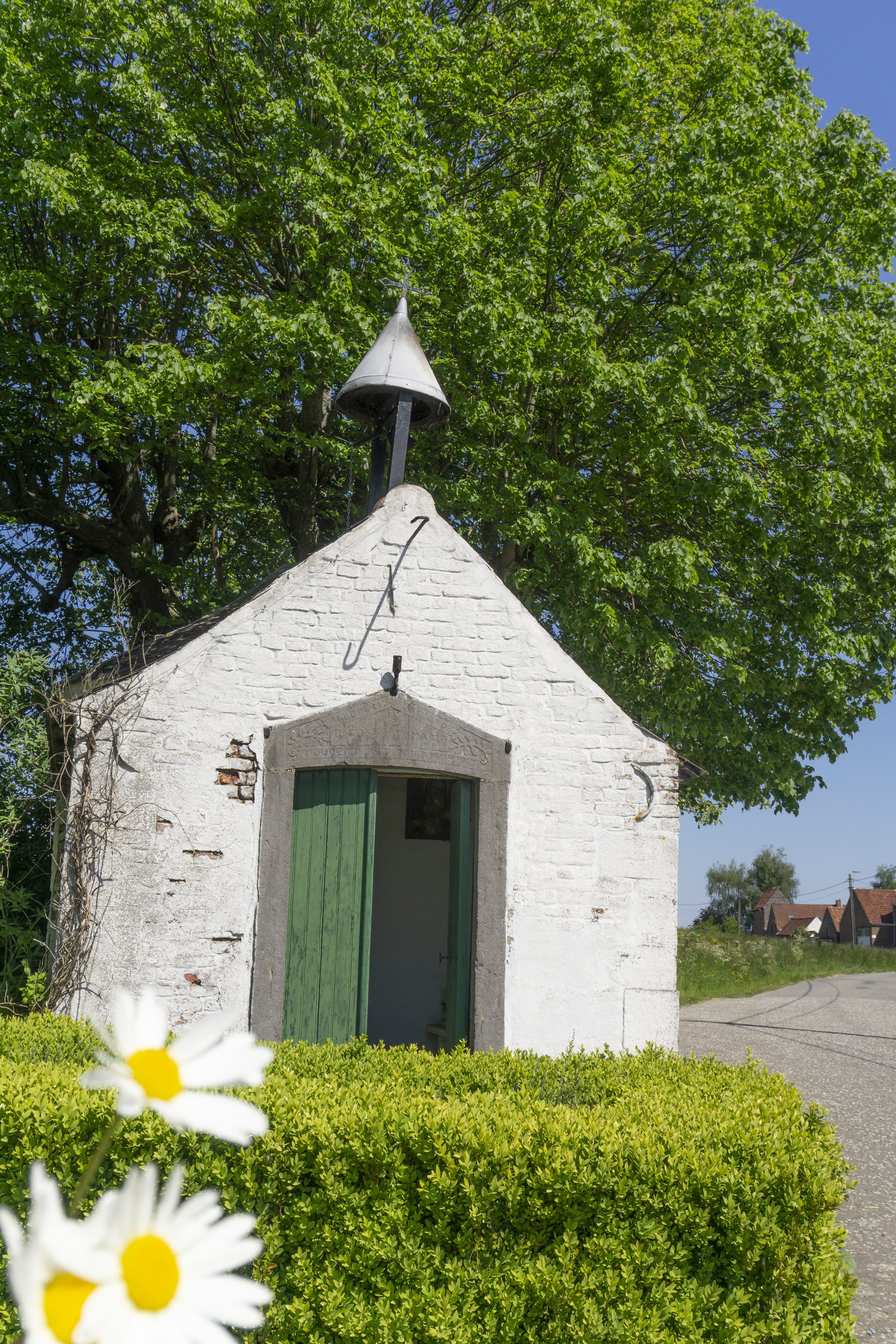

De Onze-Lieve-Vrouwkapel op de hoek van de Kamstraat in Bever is een kamerkapel uit 1724 gewijd aan Onze-Lieve-Vrouw. De kapel is sinds 2009 beschermd als monument.

## Historiek
De huidige kapel werd opgetrokken in 1724 ter vervanging van de in 1667 vernielde koorkapel van de Sint-Martinuskerk die tevens als grafkapel fungeerde. Deze kleine gehuchtkapel vormt een expliciete verwijzing naar de adellijke familie de Massiet, van 1620 tot 1734 de lokale dorpsheren.
Per vergissing werd de bouw ervan toegeschreven aan Philippe-François-Joseph de Massiet. Omdat deze laatste in 1724 stierf, kon hij onmogelijk zelf deze kapel hebben laten bouwen.  Hij heeft wellicht zijn laatste wilsbeschikkingen geuit op zijn sterfbed of per testament.  Wij veroorloven ons dus, samen met Dominique Delvin, te denken dat de kapel aan de Kamstraat werd gebouwd door het laatste familielid Dieudonné de Massiet.  Hij was de laatste de Massiet die in Bever woonde en er stierf  op 4 augustus 1734.

## Architectuur
De kapel werd gebouwd in 1724 en is een kleine achthoekige bakstenen kapel onder een piramidedak. In de eerste helft van de 19de eeuw werd deze uitgebreid met een rechthoekige voorbouw. De kapel heeft een weinig gebruikelijke bouwvorm en wordt gezien als een opmerkelijke illustratie van een vroeg classicistische gehuchtkapel.

### Interieur
Op de bovendrempel van de ingangsdeur staat de afbeelding van Maria met een rechtstaand Jezuskind, met de volgende tekst gebeiteld in de steen: "Jesus-Maria, Moeder der Bermhertigheyt, Mère de Miséricorde".
In een stenen nis van het koor staat een van de Heilige Maagd Maria, gekleed en gekroond, met het Kindje Jezus, eveneens gekroond, op haar linkerarm.
Boven de nis zien we een ruitvormige steen met twee wapenschilden, die naast elkaar geplaatst zijn, overkoepeld door een gekroonde helm.  De schilden zijn zonder email en ze stellen de wapens voor van Philippe-François-Joseph de Massiet en van zijn echtgenote.
Vlak boven de getraliede afscheiding ziet men een vierkante steen (bas-reliëf genaamd).  Er staat een heer op, afgebeeld in zittende houding met de armen over elkaar gekruist. Er staat een tekst bij: A IJ 1139. Verder nog 1725 (het jaar van inwijding). De uitleg over de reliëfafbeelding verschilt sterk naargelang de bron.  Zo denkt men dat dit bas-reliëf uit de vroegere kapel, de eerste grote kapel van de familie de Massiet, komt. Vanuit deze hypothese is de afbeelding één van de Heren de Massiet, terwijl andere bronnen hier een voorstelling van een "Bon-Dieu-de-Pitié" inzien.

### Omgeving
Het koor staat in de schaduw van een eeuwenoude lindeboom, het symbool van kracht, glorie en rechtvaardigheid en is verwant met de symboliek van zowel Onze-Lieve-Vrouw als met de bedevaartstraditie. Aan de lindeboom, een winterlinde (Tilia cordata), van de Kamstraat hing vroeger een kruis, gedateerd 1752.  Dit kruis is verdwenen en werd nooit teruggevonden.  Deze boom werd in 2010 geklasseerd als houtig erfgoed.

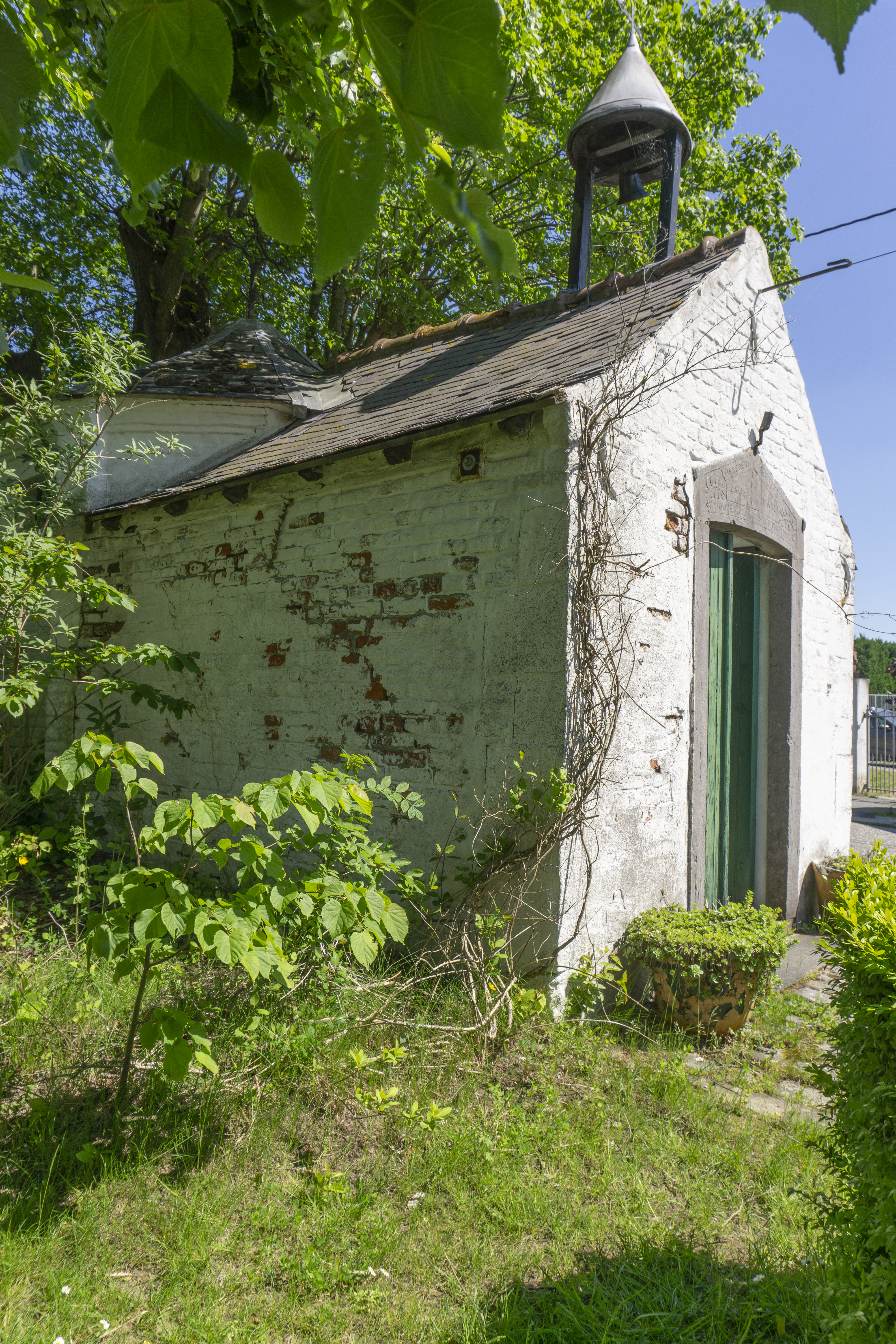
Voorbouw
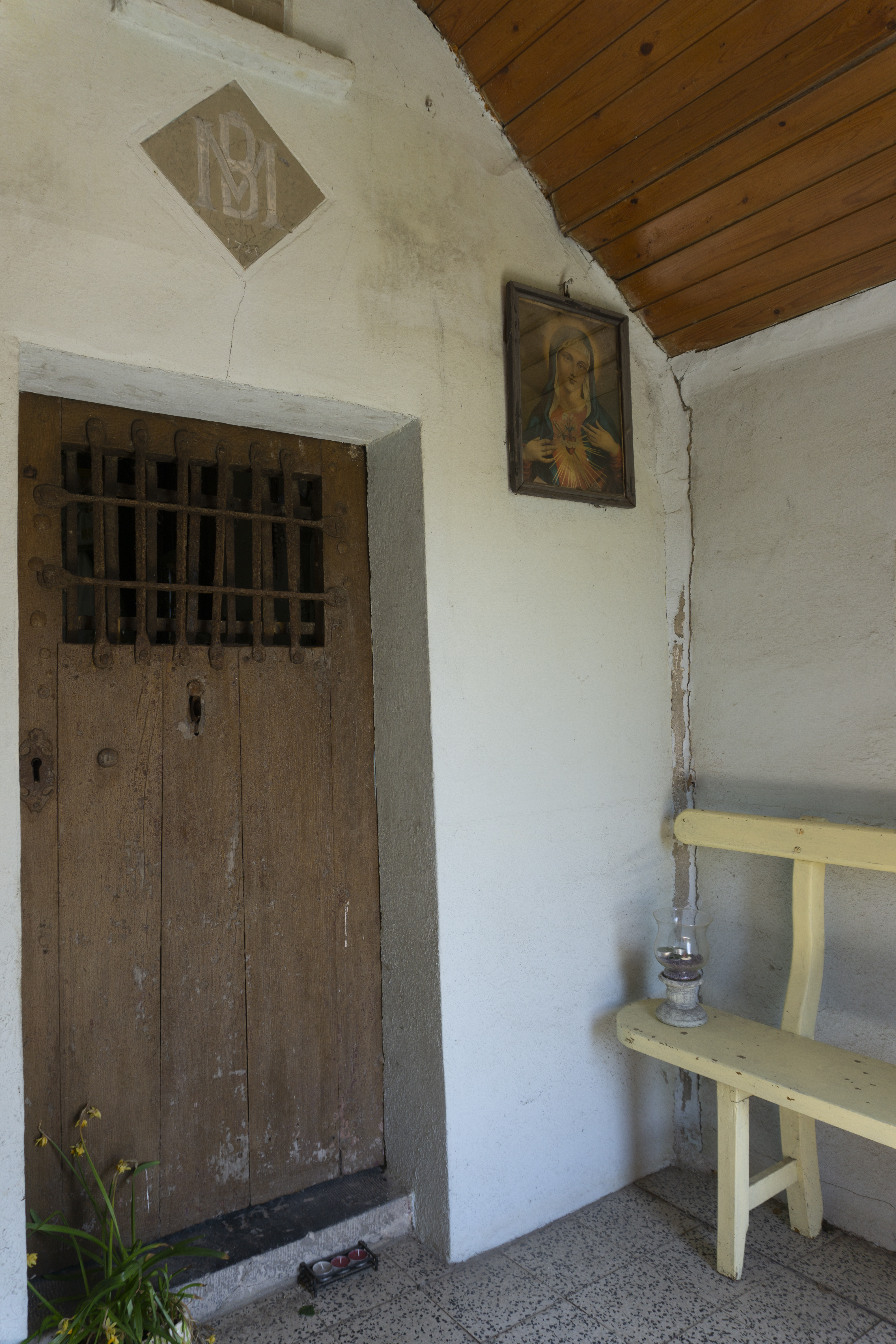
Interieur voorbouw
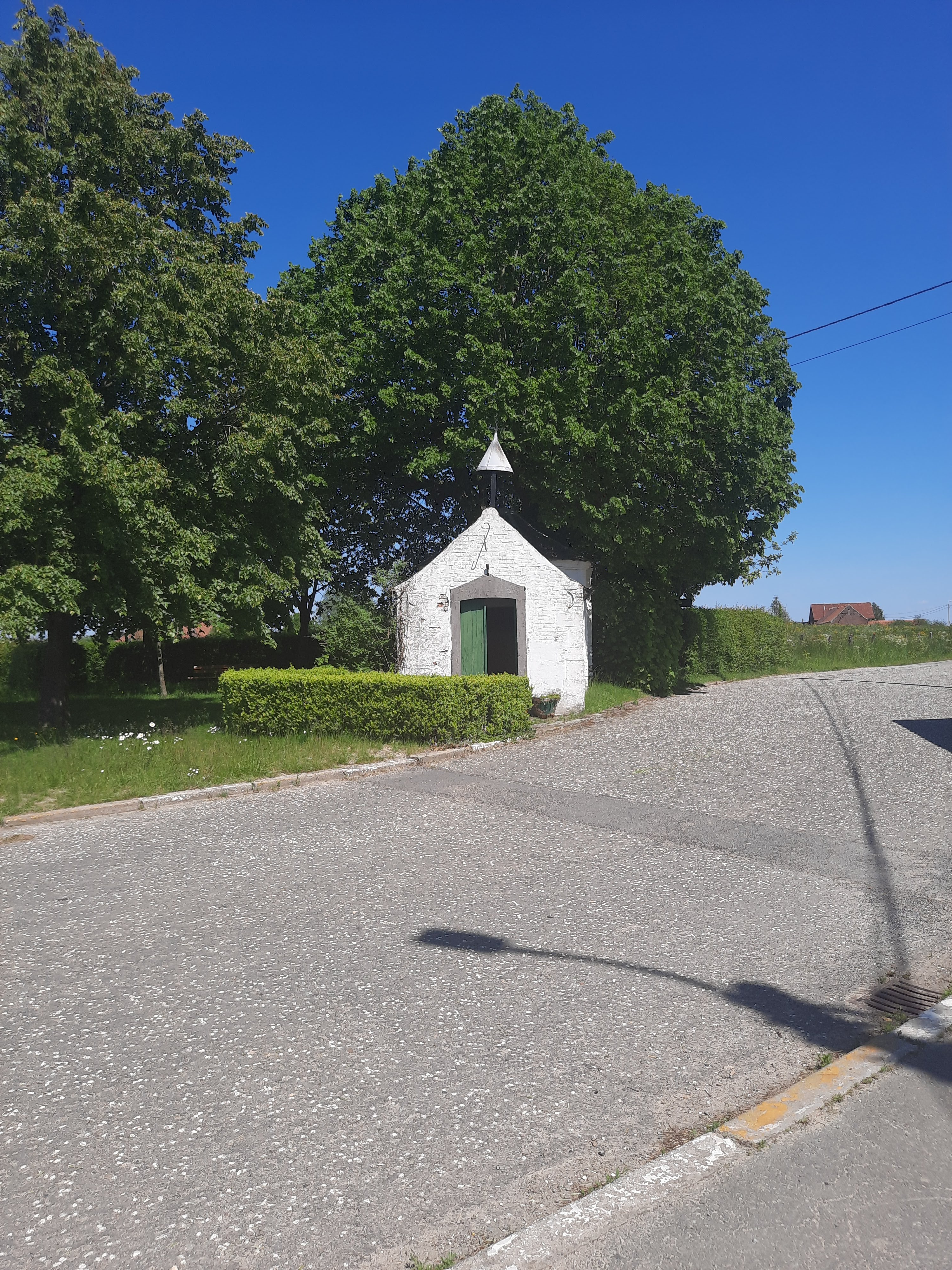
De kapel in haar omgeving
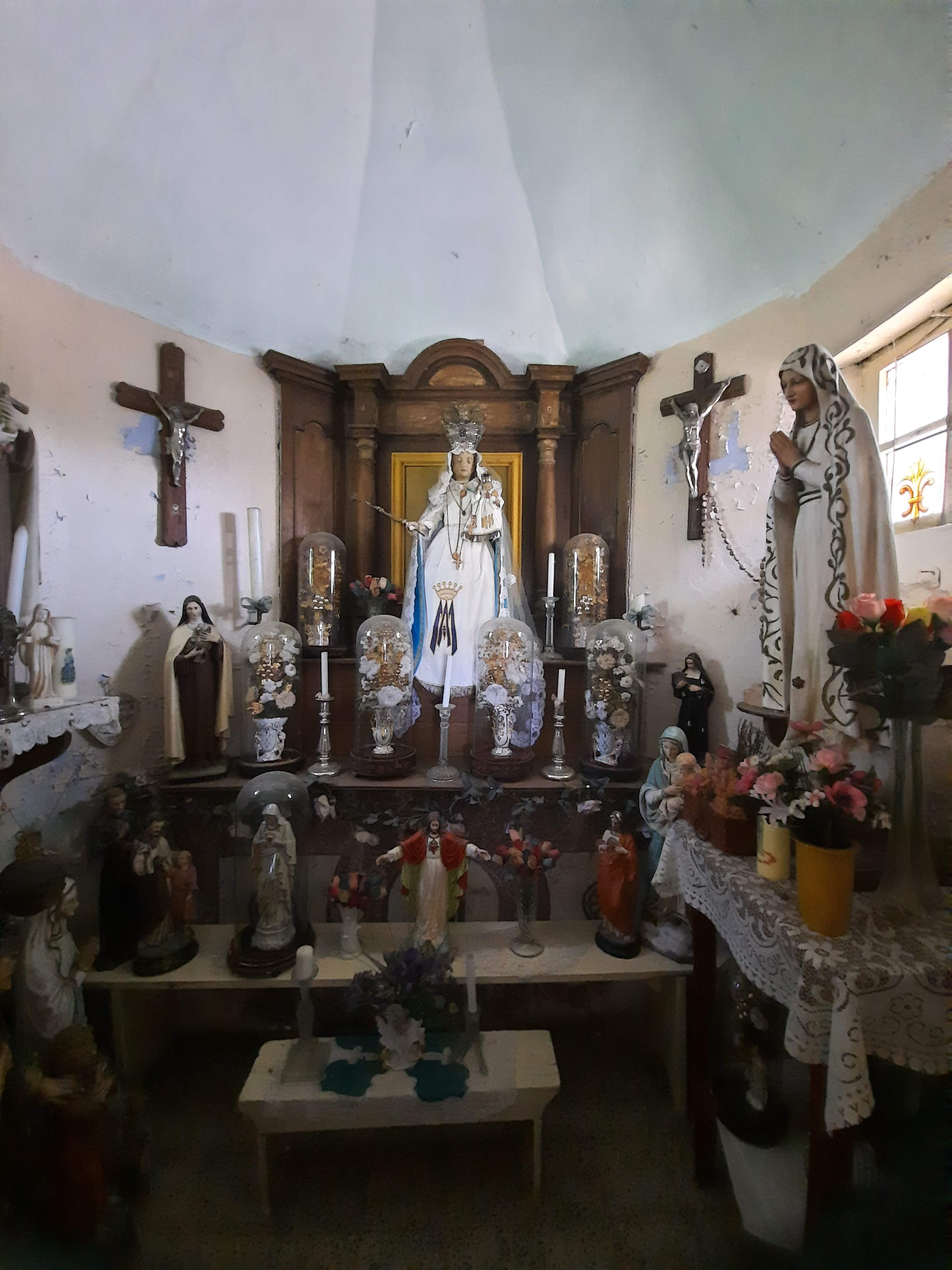
Het koor
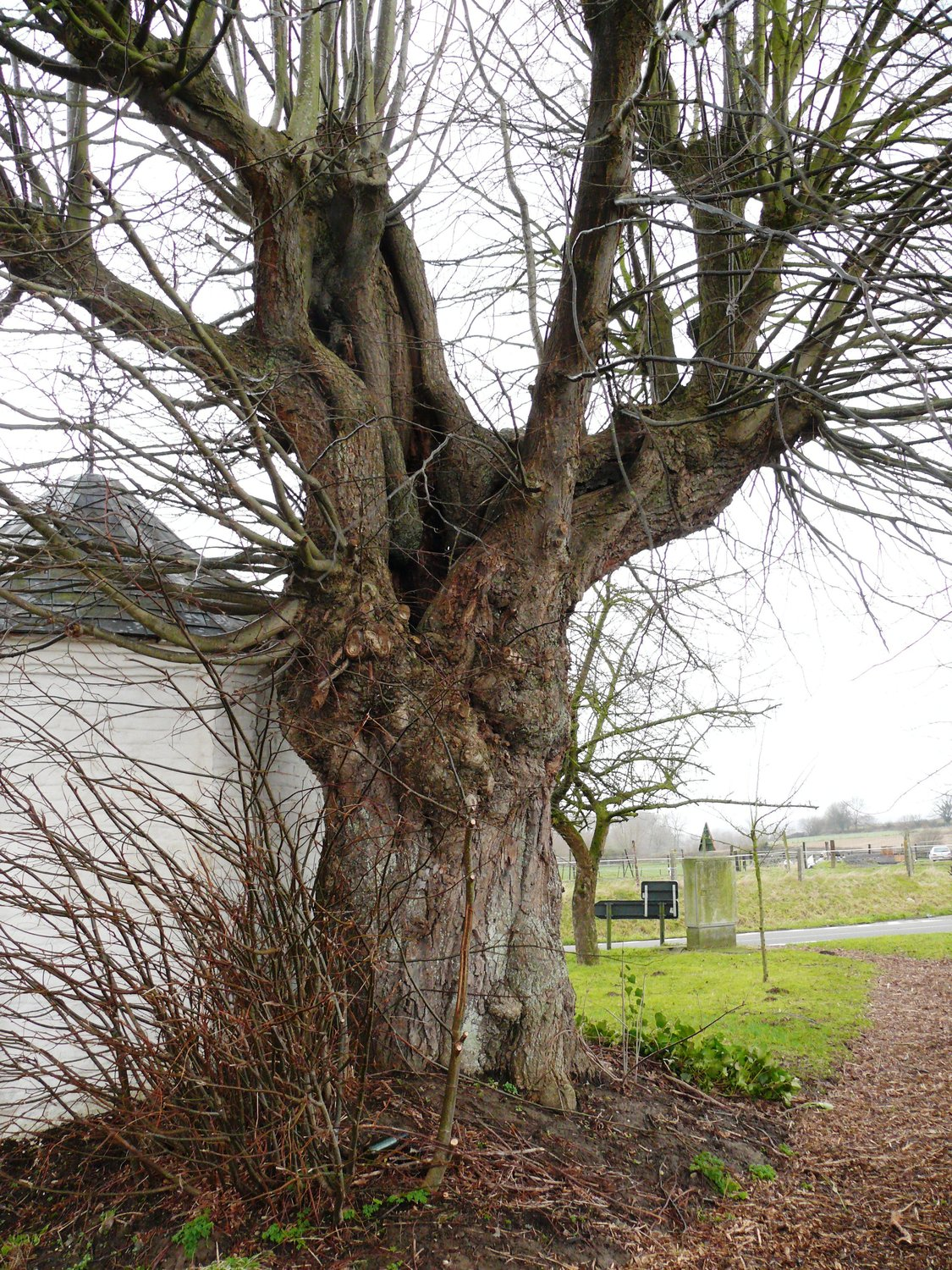
De winterlinde aan de kapel
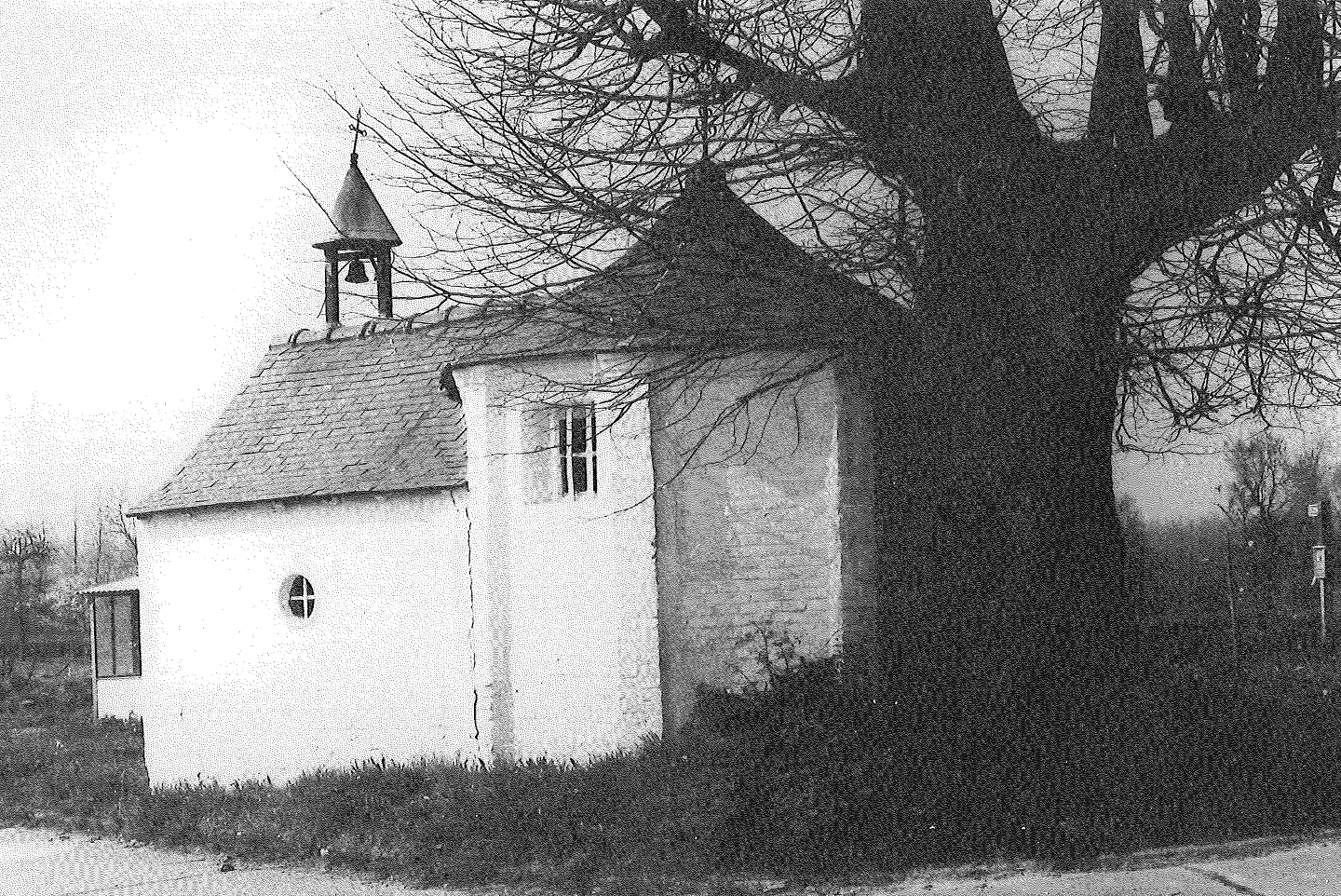
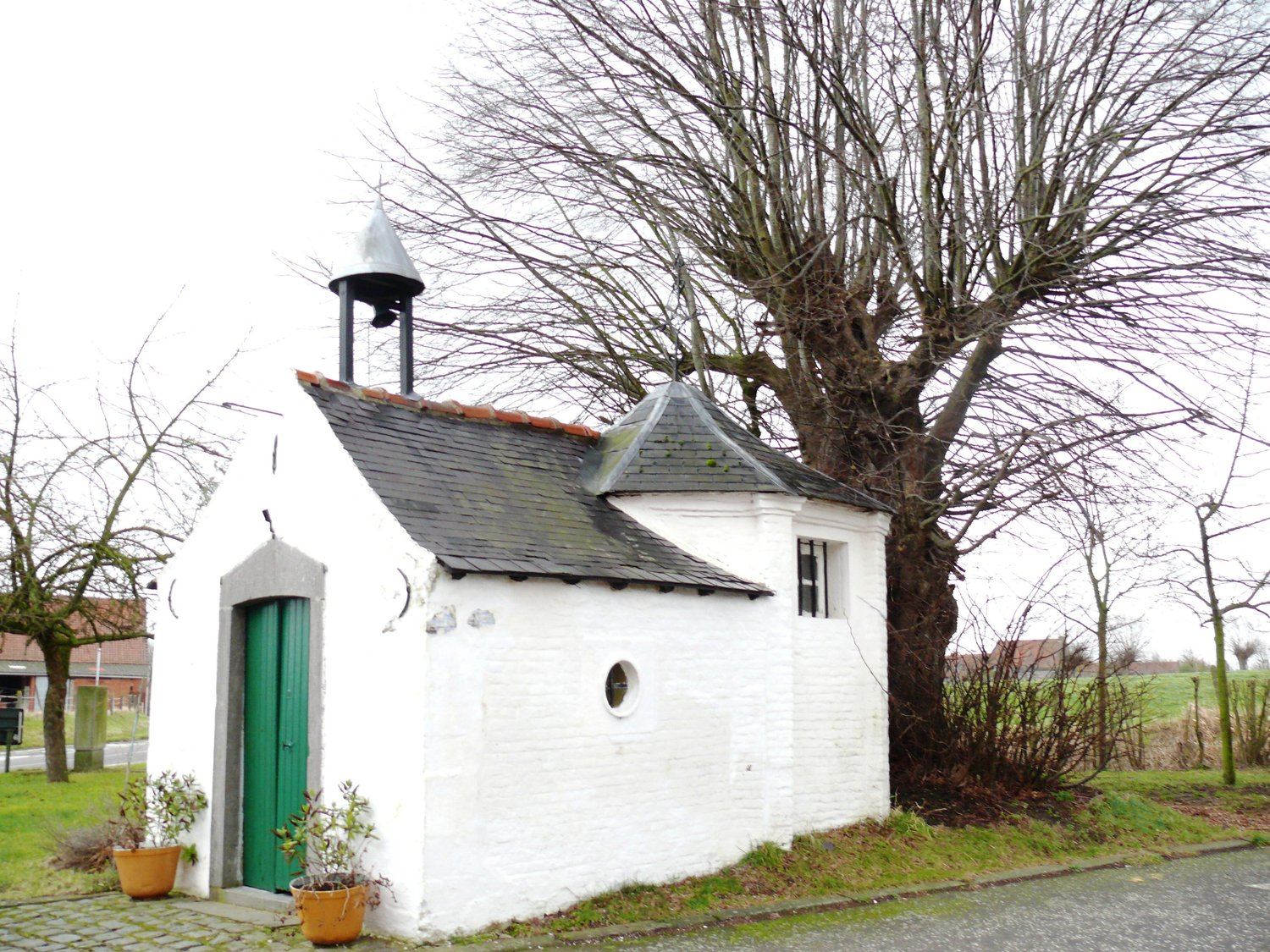
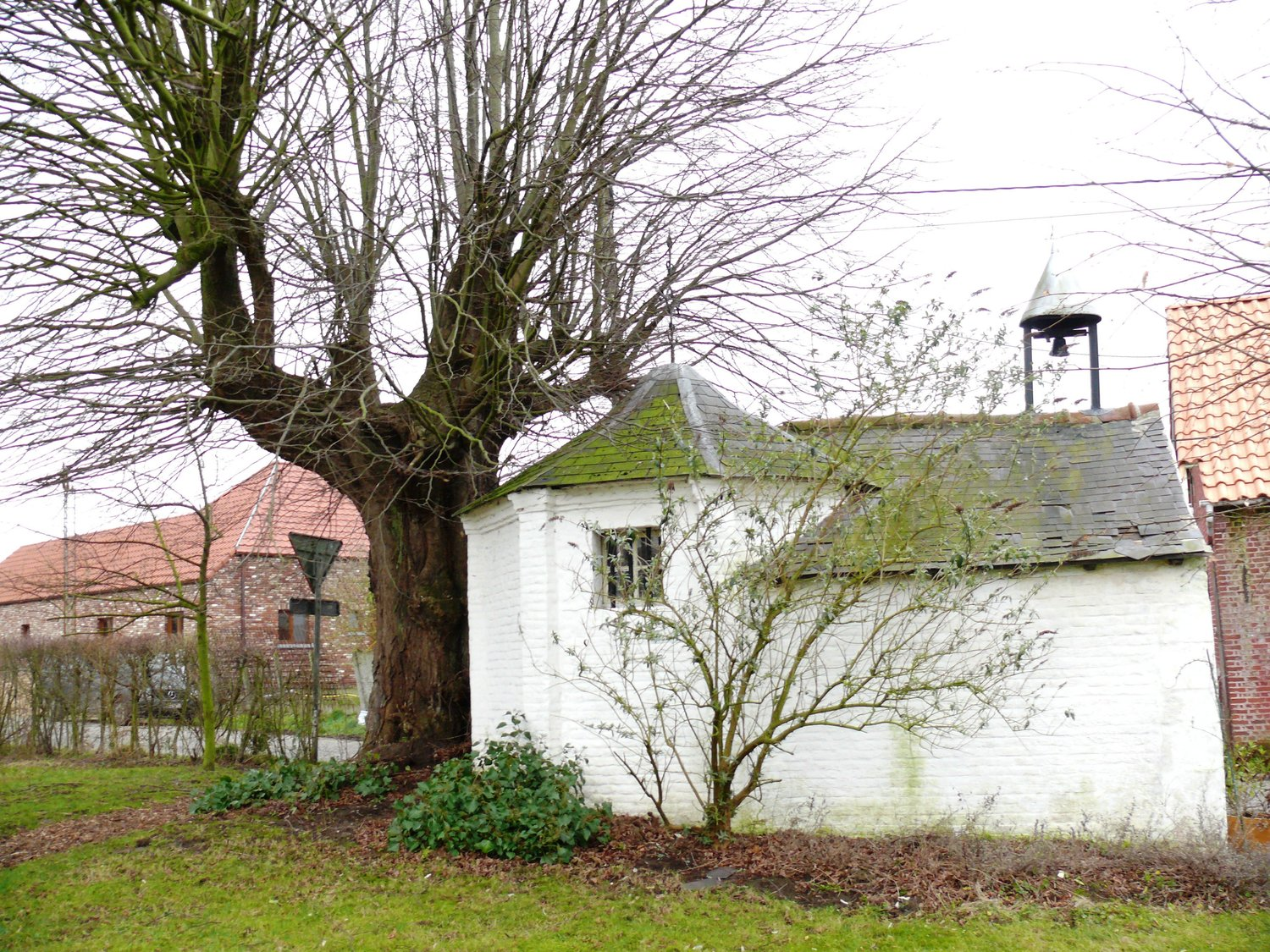
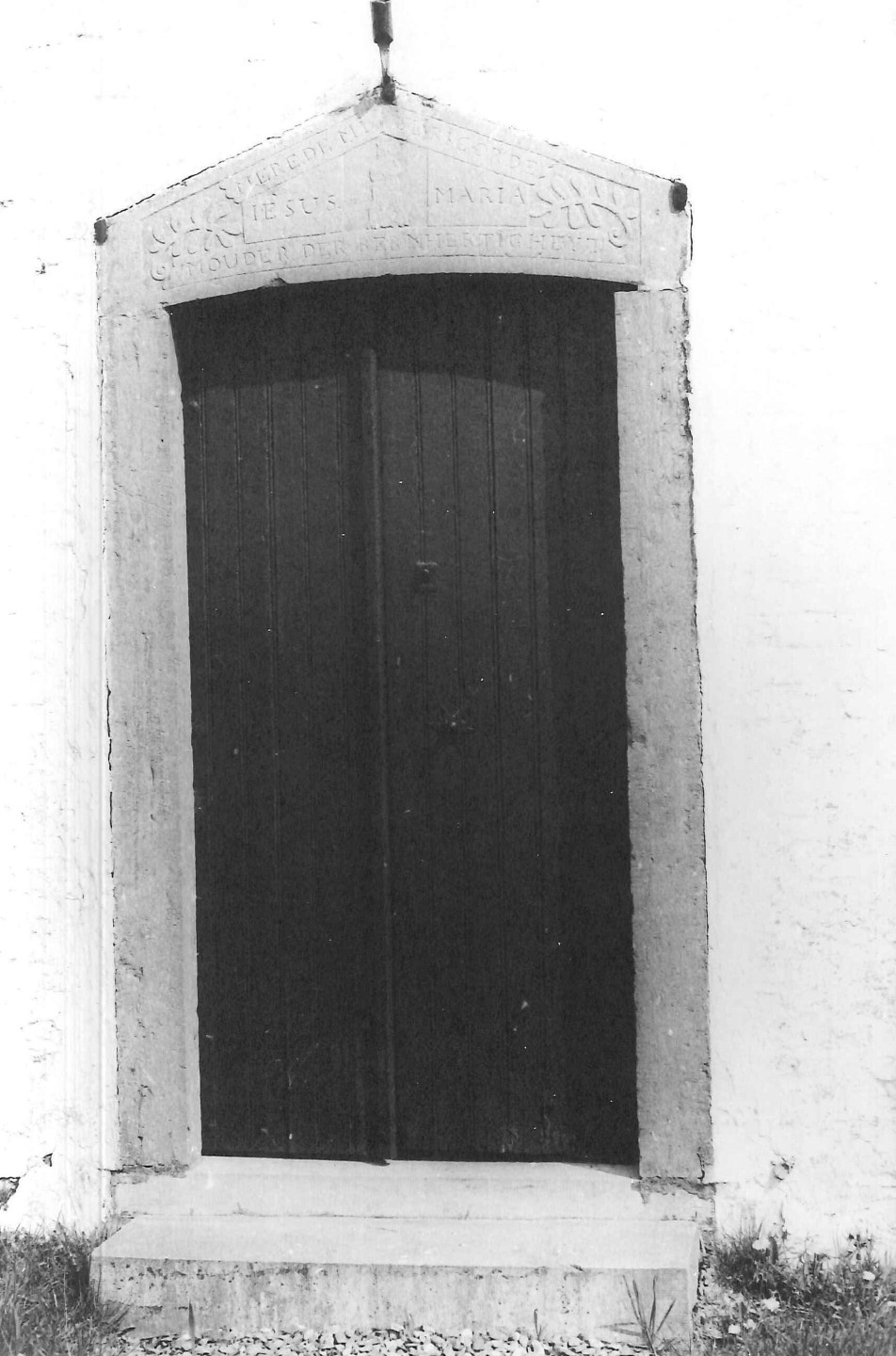
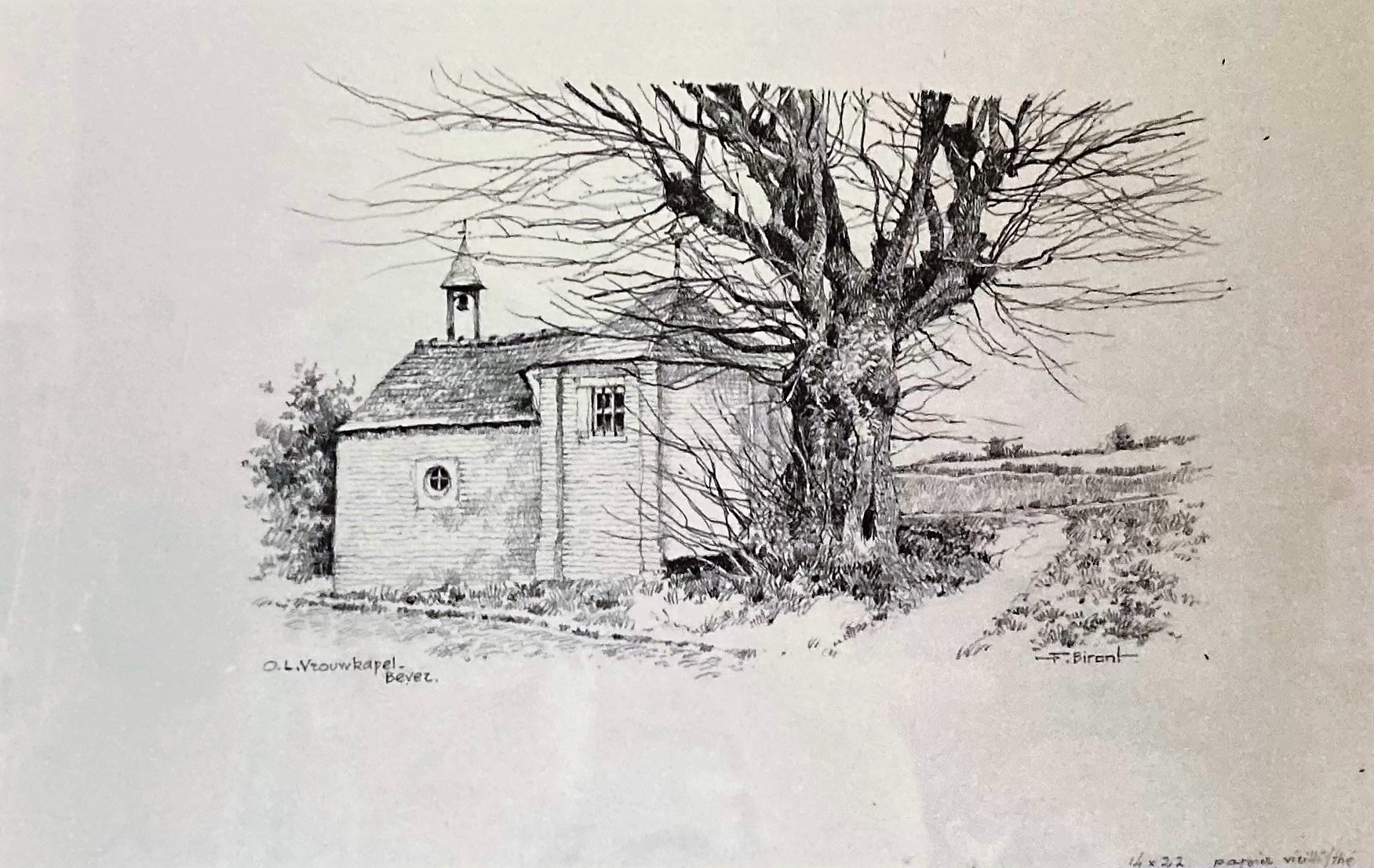
Potloodtekening door F. Birant, zonder datum. Bron: collectie Erfgoed Bever (Werner Godfroid).
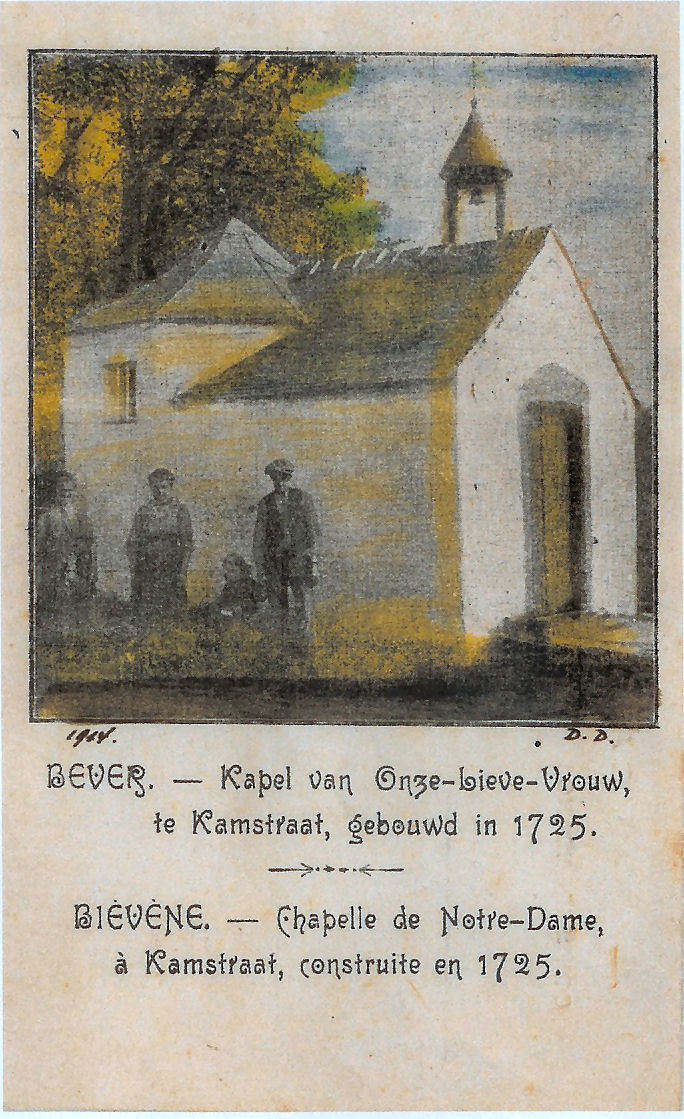
Ingekleurde foto met notitie Dominique Delvin, DD 1914. Bron: collectie Erfgoed Bever (Werner Godfroid).